# Бережанський район
Бережа́нський райо́н — колишня адміністративно-територіальна одиниця на заході Тернопільської області. Площа — 661 км². Населення — 21 тис осіб (2017), з них 96% — українці, проживають також росіяни, білоруси, поляки, євреї, татари.
На території району розташовано 57 населених пунктів, що входять до складу 25 сільських рад.
Ліквідований 19 липня 2020 року.

## Географія
Територія району — в межах Подільського горбогір'я (максимальна висота — 443 м), поверхня якого розділена руслами лівих приток річки Дністер таких як Золота Липа, Коропець та інші. На річках розташовані 17 ставків і Бережанське водосховище). Ліси займають 22,3 тис. га.

### Корисні копалини
Є поклади глини, вапняків, кварцових пісків, торфу, значні запаси каменю.

### Географічне розташування
Бережанський район розташований у західній частині Тернопільської області. На сході він межує з Козівським, на північному сході — із Зборівським, на півдні — з Підгаєцьким районом Тернопільської області, на півночі — з Перемишлянським районами Львівської області, на заході — із Рогатинським районом Івано-Франківської області.
Крайні точки:
- північна — с. Краснопуща,
- південна — с. Слов'ятин,
- східна — хутір Сонячне,
- західна — с. Шайбівка.

Протяжність району з півночі на південь — 34 км, із сходу на захід близько 25 км.
Територія району знаходиться між 490 18" і 490 37" північної широти та 24 043" і 250 05" східної довготи.

### Рельєф
Бережанщина входить до географічної зони Опілля, що є найвищою і найбільш розчленованою частиною Подільської височини. Територія району переважно рівнинна, лише подекуди здіймаються високі пагорби, які поступово переходять у широкі долини. І тільки північніше Бережан, там де походить вододіл річок Золота Липа і Нараївки, гребенястим пасмом виділяється Бережанський горбогірний лісовий район. Тут — найвища точка району — гора Попелиха (443 м).

### Геологія
Вивченням геологічної будови Подільського плато займались вітчизняні та радянські геологи В. Ласкарєв, А. Карпінський, А. Архангельський, В. Шональський, В. Боднарчук, О. Смірнова, С. Пастернак, та інші.
Подільська височина, де разташована територія району, відповідає південно-східній частині Волино-Подільської плити.
В геологічній будові Бережанського району представлені потужні товщі осадового чохла Східноєвропейської платформи, які є відкладами палеозою, мезозою і кайнозою, що залягають на кристалічному фундаменті і характеризуються незначними кутами падіння шарів, що властиво для платформових областей. Загальною рисою осадових комплексів є поступовий нахил шарів на захід — південний захід, у бік Більче-Волицької зони і Передкарпатського прогину.
Найбільш давні породи, що виявлені свердловинами — палеозойські і, зокрема, силурійські та девонські.
Відклади нижнього відділу силуру представлені товщею грудкуватих мергелистих вапняків, що чергуються з невеликими пачками глинистих сланців і прошарками товстошарованих вапняків. Загальна потужність нижньосилурійських порід до 200 м.
Відклади верхнього відділу силуру (готланду) представлені глинистими сланцями з прошарками тонкошаруватих сірих вапняків і мергелів. Потужність відкладів верхнього силуру не витримана: від 125–200 м до 600 м.
Безпосередньо на відкладах верхнього силуру залягають товщі нижнього девону, представлені строкатоколірними породами типу «Old Red Stone». У нижній частині розрізу залягають зеленуваті глини, вище — пісковики, піскуваті мергелі, забарвлені в червоний або бурий колір. Верхню частину розрізу нижнього девону складають червоні та бурувато-сірі масивні пісковики з проверстками сланців. Часом у пісковиках добре виявлені хвилеприбійні знаки, тріщини висихання тощо. Органічні рештки в породах нижнього девону зустрічаються рідко. Виявлені вони лише скам'янілими рештками панцирних риб.
Загальна потужність верств нижнього девону досягає 450–500 м.
Нижній девон дещо дислокований. Верстви його перегнуті у складки, видовжені у північно-західному напрямі.
Відклади середнього девону в основному представлені вапняковими і доломітними сірими, темно-сірими і майже чорними бітумінозними і тріщинуватими.
Вапняки доломітизовані, сірі, жовтувато-сірі, з пор верстками пісковиків незначної товщини. Узгоджено залягають на нижньому девоні. Потужність пластів середнього девону до 30 м.
Верхній відділ девонської системи представлений кристалічними, іноді піскуватими доломітами, здебільшого сірого кольору. Вони перешаровуються з вапняком верствами глинистих сланців і пісковиків. Верхню частину розрізу складають потужні товщі сірих або темно-сірих вапняків.
Загальна потужність верхнього відділу девону від 30-50 м до 200 м.
Кам'яновугільні відклади в межах району не зустрічаються. Уламки порід цього віку зрідка трапляються в складі конгломератів мезозою.
Відклади мезозойського віку мають велике поширення за винятком тріасу. Про верстви тріасової системи на платформ енній частині західних областей України в доступних джерелах достовірні відомості відсутні.
Юрська система в межах району представлена сарито-кристалічними проверстками зеленувато-сірих мергелів.
Загальна площа юрських відкладів не перевищує 50 м
Крейдова система в межах району представлена своїм верхнім відділом і, зокрема, сеноманським, туринським, сенонським, емшерським, сантонським, кампанським ярусами.
В нижній частині сеноманського ярусу залягають глауконітові пісковики і піски зеленувато-сірі і сірі, різного гранулометричного складу — від дрібнозернистих до крупнозернистих. На них нашаровуються вапняковисті пісковики, піскуваті вапняки, переважно світлого забарвлення і міцні. У верхній частині розрізу піскуваті мергелі. Потужність товщ сеноману від 2 до 36 м.
Утворення туронського ярусу залягають на сеноманських. Склад їх досить одноманітний. Переважають верстви крейдових мергелів, біла глиниста крейда з  вкрапленнями чорного кременю та про верстками щільного і черепашкового вапняку. Потужність туронських відкладів від 5 до 60 м.
Відклади сенону потужністю 20-30 м представлені мергелями і сірими вапняками, іноді піскуватими.
За окремими фондовими матеріалами між сеноном і синтоном виділяється так званий емшерський ярус, представлений блакитно-сірими або зеленуватими м'якими мергелями і білими глинистими вапняками, загальною товщею 18-20 м.
Синтонський ярус представлений світло-сірими і жовтувато-сірими мергелями і м'якими вапняками з нечіткою верствуватістю, загальна товща яких становить 20-30 м.
Товщі кампану складають сірі або темно-сірі плитчасті мергелі, що перекриваються, так званими, косоверствуватими пісковиками, на яких знову залягають піскуваті мергелі сіро-зеленого кольору.
Відклади третинного системи виражені породами тортонського ярусу, що залягають на сильно розмитій поверхні верхньої крейди. Для них характерне порівняно невитримане залягання по потужності і поширенні.
В нижній частині розрізу вони представлені серією зеленувато-сірих глин або світло-сірих кварцових чи кварцово-гладкомітових пісковиків на вапняковому цементі. Місцями пісковики дуже розсипчасті в перетворенні в сірі вапнякові піски. Іноді серед пісковиків зустрічаються лінзи туфових порід і бентонітової глини жовтого кольору.
На вапнякових пісковиках залягають товщі літотамнієвих вапняків, що утворюють так звані нараївські верстви нижнього тортону. В низах ця товща представлена міцними дрібнозернистими вапняками світло-сірого, місцями сірого кольору. Загальна потужність літотамнієвих вапняків досягає 25 м.
Відділи верхнього торшону мають широкий розвиток і представлені так званими над гіпсовими горизонтами. Сама гіпсово-ангідридова світа верхнього тортону сильно розмита ерозійними процесами і зустрічається у вигляді окремих своєрідних «острівків» лише на вододілах.
Над гіпсові горизонти представлені жовтувато-сірими і сірими слабодоломітизованими кавернозними вапняками і зеленими глинами.
Зелені глини, що входять до складу над гіпсових горизонтів, характеризуються значними поширеннями. Їм притаманні різні відтінки: коричневий, сірий, бурий та ін. Місцями глини сланцюваті. Вони пластичні, в'язкі, безкарбонатні. Зрідка серед глин трапляються уламки вапняків.
У верхній товщі зелені глини відзначаються однорідністю і чистотою. До низу вони перешаровуються з глинисто-піскуватою карбонатно-туфітовою породою і вулканічним туфом. Зрідка серед туфітів зустрічаються прошарки бентонітової глини жовтого кольору.
Загальна потужність товщі зелених глин досягає 12 м.
Відклади четвертинної системи мають значне поширення і покровом різної потужності, походження та складу вкривають майже всю територію району.
Нижньочетвертинні відклади представлені сірими та сіро-бурими глинами, збереглися місцями лише на сучасних вододілах в до четвертинних зниженнях рельєфу.
Середньо четвертинні відклади представлені лесами і делювіальними лесовими суглинками. Лесоподібні суглинки в основному поширені на схилах горбів і утворюють своєрідні площі біля їх підніжжя.
Голоденові відклади зустрічаються переважно в долинах річок та їх приток і представлені складним комплексом піщано-глинистих наносів, пов'язаною з сучасною діяльністю текучих вод.
Потужність четвертинних відкладів на водоймах досягає 10-15 м, а в долинах рік вона значно менша.
В залежності від геологічної будови перебувають і мінеральні ресурси та їх поширення на території району.
Майже всюди є різні види глин, які значними товщами залягають близько від поверхні, а місцями виходять на поверхню. Вони придатні на виробництво цегли, дренажних труб, гончарної черепиці та кахлю.

### Корисні копалини
Важливе господарське значення мають вапняки, які також поширені на всій території району і зустрічаються в багатьох місцях. Значні запаси вапняку є в Потуторському, Нараївському та Підвисоцькому родовищах. Найтвердіші породи вапняків використовуються як будівельний камінь, літо амінові вапняки Підвисоцького родовища — на виготовлення вапна та вапнякового борошна для розкислення ґрунтів.
Важливе значення мають кварцові піски, придатні на виробництво скла і будівельні роботи. Особливо значним є розвідане в останні роки Рогачинське родовище будівельного піску із загальними запасами понад 12 млн м³.
Є в районі значні запаси мергелю придатного для виробництва високоякісного цементу. На заплавах Золотої Липи, Нараївки та Цехівки є торф.

### Клімат
Клімат Бережанського району, як і будь-якої території, формується під впливом сонячної радіації, циркуляції атмосфери та інших географічних факторів.
Сумарна сонячна радіація в межах району становить 100 ккал / см² у рік. Альбедо в теплий період року становить 29%, в холодний -близько 45%. Поглинута радіація за рік 78 ккал/см² .радіаційний баланс за рік близько 40 ккал/см². найвищі додатні суми радіаційного балансу припадають на червень-липень, а найбільш від'ємні — на січень.
Тривалість сонячного сяяння за рік 1800 годин.
Середня тривалість вегетаційного періоду становить 202 дні (з 8-10 квітня по 27-29 жовтня).
Температура повітря протягом року йде паралельно ходові сонячної радіації. Найвищі середні добові температури спостерігаються в липні, а найнижчі — в січні.
На основі багаторічних даних Бережанської метеостанції середня багаторічна температура липня становить +18,50. максимальна температура до + 36,6 0 буває в період першої декади серпня. Середня температура січня становить — 5,40, мінімальна — 27,30.
Річна амплітуда температур становить 23,90, найбільша амплітуда мах-мін 63,90..
Без морозний період триває 150–160 днів. Перехід середньодобових температур через 00 весною відбувається в другій декаді березня, восени — в третій декаді листопада.
Сума позитивних температур повітря вище +100 становить за рік 24000 — 25000.
Останні весняні приморозки закінчуються в середньому в першій декаді травня, перші приморозки восени бувають у першій декаді жовтня. Звичайно, в окремі роки бувають відхилення від багаторічних показників.
Циркуляція атмосфери над територією району підлягає загальним закономірностям атмосферної циркуляції над усією Подільською височиною і прилеглими територіями. Тут часто проходять циклони і антициклони і пов'язані з ними атмосферні фронти, чим і обумовлюється частота і різка зміна погоди. За рік тут проходить понад 45 циклонів і 35 антициклонів.
Циклони приходять з північного заходу, заходу, південного заходу і рідше з півдня
У теплих секторах циклонів восени і взимку проникають морські повітряні маси помірних тропічних широт з Атлантичного океану. Навесні і влітку в теплих секторах циклонів можуть бути континентальні повітряні маси помірних і тропічних широт.
Арктичні повітряні маси вторгаються протягом року у вигляді ядер високого тиску, що часто проникають у тил циклонів і зумовлюють взимку і перехідні періоди різкі похолодання, а влітку сприяють збільшенню тривалості посушливої погоди.
Влітку маси повітря тропічних широт проникають з відрогів Азорського максимуму і зумовлюють тривалу жарку погоду, а взимку — різкі потепління з відлигами до +10, +150 та інтенсивне танення снігу.
Континентальне повітря помірних широт з відрогів Азійського максимуму приносить взимку малохмарну морську погоду, а влітку тривалу суху і жарку погоду.
На території району переважають вітри північно-західні, західні і південно-західні, на долю яких в середньому за рік припадає понад 54% повторюваності. 34% припадає на вітри східного і південно-східного напрямків. решта 10—12% — на вітри північного і південного напрямків.
Коливання середньомісячних швидкостей вітру невеликі в межах — 2-3 м/сек..
Але в окремі роки бувають бурі, коли швидкість вітру досягає 15-20 м/сек., що завдає значної шкоди будівлям та лісовому господарству.
17 серпня 1952 під час бурі швидкість вітру досягала 17-18 м/сек., що привело на території Бережанського лісгоспзагу вітровал на площі 800 га загальним об'ємом 3200 м³ деревини. Подібні наслідки мали місце 14 травня 1962 року, коли швидкість вітру досягала 18- 25 м/сек.
Бували різної сили бурі в 70-80 роках.
В останні роки були сильні бурі 14 липня 1993 року, 11 серпня 1994 року та 10 липня 2004 року, коли сила вітру досягала 27-30 м/сек.
Річна сума атмосферних опадів на території району коливається в межах 600–700 мм за рік. Найбільша кількість опадів припадає на теплий період року, зокрема травень — серпень.
В окремі роки місячні опадів можуть досягати 200 мм, або знижуватись до 12-15 мм.
Абсолютні добові максимуми можуть іноді перевищувати 100 і навіть 200 мм. Так, 13 червня 1957 року за одну добу в нас випало понад 250 мм опадів, а в Підгайцях 282 мм. У 2006 році у серпні протягом 2 днів випало 107 мм опадів при середній місячній нормі 72 мм.
Сніговий покрив триває в межах 40-75 днів. В середньому він настає в третій декаді листопада — першій декаді грудня і сходить у третій декаді березня. Взагалі сніговий покрив нестійкий. Внаслідок частих відлиг він іноді сходить по кілька разів за зиму.
Середня багаторічна товщина снігового шару 14-18 см.
На території району досить чітко виражені всі пори року.
За початок весняного сезону вважається дата стійкого переходу середньої добової температури повітря через 00 , що спостерігається в основному в другій декаді березня.
Весняний сезон триває в середньому 2,5 місяці.
Характерною рисою весни є наростаюче підвищення температури. Середня температура повітря вже в квітні о 13-й годині досягає +100, а максимальна +27, +290. Проте весною часом бувають і приморозки.
За початок літнього періоду прийнята дата переходу середньої добової температури через +150. Це буває в основному у третій декаді травня. Закінчується літній період в першій декаді вересня з переходом середньої добової температури повітря через +150 до нижчих температур.
Середня температура повітря о 13-й годині досягає: у травні 17-180, у червні 20-210, в липні та серпні 22-230. Максимальна температура в липні та серпні досягає 36-380.
Між кінцем літа і початком осіннього сезону спостерігається перехідний теплий період, коли середня добова температура повітря буває вище 100 але нижча 150. Цей період триває близько місяця.
Початком осені вважається дата переходу середньої добової температури повітря через 100 до нижчих температур, що буває у першій декаді жовтня.
Закінченням осіннього сезону вважається дата переходу середньої добової температури повітря через 00, що буває в третій декаді листопада.
Зима починається у третій декаді листопада і триває до другої-третьої декади березня.
Зимовий режим погоди встановлюється не зразу. Частіше початки зими характеризується нестійкою погодою з частою зміною морозних днів на дні з відлигою.
На потязі зими переважає хмарна погода з частими, але переважно невеликими опадами. Число днів з опадами: у грудні — 19, в січні — 18, в лютому — 16.
Тривалість залягання снігового покриву в різні роки неоднакова. В окремі стійкого снігового покриву взагалі не буває.

### Внутрішні води
Річкова система Бережанського району представлена р. Золотою Липою, Нараївкою, Бибелькою та їх притоками, які належать до числа малих рік розчленованих рівнин. Річкова мережа досить розвинена, середня густота їх в межах району становить 0,47 км/км². В загальному плані густота гідросітки більш висока в північній частині району.
За своїм режимом річки району належать до типу рівнинних із змішаним живленням: за рахунок атмосферних опадів і підземних вод. У зв'язку з тим, що річки та їх притоки прорізують цілий ряд водоносних горизонтів живлення їх за рахунок підземних вод займає значне місце і є постійним.
Вода річок району помірної мінералізації і становить в середньому 284 мг/л, жорсткість в межах 5,20 мг.
Процес льодоутворення на річках району починається на початок грудня, але льодовий покрив нестійкий. Взагалі, внаслідок живлення підґрунтовими водами і підвищенні швидкості течії річок після спрямування русел в останні роки льодостав не спостерігається. Не спостерігався також в останні роки і весняний льодохід.
Весною рівень води в річках починає підвищуватись в кінці лютого — на початку березня. Весняна повінь найвищого рівня досягає в другій—третій декаді березня. Середня інтенсивність підвищення рівня води в річках за добу становить 6-8 см, максимальна 0,5-1 м. Висота найвищого рівня весняної повені над умовним рівнем від 0,6 м до 1,5 м. Повінь закінчується за 15-20 днів в залежності від товщини снігового покриву та інтенсивності його танення.
Літні дощові паводки найчастіше бувають в червні—липні. Середня висота їх над умовним рівнем змінюється в межах 0,2-0,7 м.
Річний стік річок району протягом року розподіляється нерівномірно. На весняний період (березень—квітень) припадає 30-35% , в літньо—осінній період (травень—листопад) — 50-55%, зимою 15-20% річного стоку.
Всі більші річки району транзитні, бо протікають по його території лише окремими частинами своїх течій.
Найбільшою серед річок району є Золота Липа, ліва притока Дністра. Її загальна довжина 127 км, площа басейну 1440 км² . Вона бере початок з джерел біля села Майдан — Гологірський Золочівського району Львівської області. У верхній течії протікає з північного заходу на південний схід. Після злиття біля села Жуків із Східною Золотою Липою тече майже прямо на південь. Долина переважно трапецієподібна, широка. Заплава двостороння, шириною від 40 м до 1,5 км. Ширина річки в межах району 5-10 м, середня глибина 0,5-2 м. Похил річки 1,4 м/км. Середня витрата води близько 4 м³/сек.
Найбільші притоки — Східна Золота Липа і Ценівка.
Східна Золота Липа бере початок з джерел біля Кіндратівського лісу в Золочівському районі і впадає в Золоту Липу біля села Жуків. Довжина її 39 км, а площа басейну 287 км².
Ценівка бере початок з джерел біля хутора Олесин в Козівському районі і впадає в Золоту Липу біля с. Потутори. Довжина Ценівки 26 км, площа басейну 222 км²
Багато в Золотої Липи правих приток, але вони значно менші від Східної Золотої Липи та Цехівки. Їх довжина в межах 5-10 км. Більшість їх безіменні, або мають місцеві маловживані назви.
Річка Нараївка тече в західній частині району, її довжина 53 км, площа басейну 357 км² . Вона починається в селі Новосілка Перемишлянського району Львівської області з джерела, що має назву Білоусова криниця, а впадає в Гнилу Липу біля смт. Більшовці. Похил річки 2,9 м/км, падіння 145 м. Нараївка приймає багато приток невеликих розмірів, найдовша з яких в межах району Зелений Потік.
Бибелка бере початок двома витоками біля села Славятин і впадає в Гнилу Липу. Її довжина 29 км, площа басейну 129 км² , похил 1,4 м/км.
Цікавим явищем в межах району є так звані «сліпі» потоки. Вони переважно невеликих розмірів, у багатьох випадках тимчасові. Характерною їх особливістю є те, що вони зникають у карстових заглибленнях з панорами.
Озер природного походження в межах району майже немає. Зрідка вони можуть траплятися в карстових заглибленнях, але розміри їх досить мізерні.
В минулому в районі було досить багато ставків, зараз їх значно менше.
Найбільший серед ставків району — Бережанський. Його площа 240 га, а об'єм води 4,3 млн м³
Досить великим в межах району є Урманський став. Є також ставок біля с. Потутори, Вільховець і біля інших населених пунктів, але вони незначних розмірів.
Колись в нашому районі були значні площі заболочених земель на заплаві Золотої Липи біля Урманя, Жукова, Потутор та Саранчуків. У зв'язку з проведеними меліоративними роботами наприкінці 60-х років болота практично були ліквідовані.
В гідрогеологічному відношенні район входить до складу Волино—Подільського артезіанського басейну, характерного поширенням системи горизонтів підземних в палеозойських, мезозойських та кайнозойських відкладах. Прісні води відомі до глибини 300–400 м.
Основний водоносний горизонт у верхньо-крейдових-туронських, а також і юрських відкладах.
Водовмісні породи туринських відкладів — вапняки і мергелі. Глибина залягання 3-120 м, потужність водоносного горизонту від 2,65 до 49,5 м.
Горизонт напірний. Висота напору 2,54-37 м. Якість води хороша. Сухий залишок 299–600 мг/л, загальна жорсткість 3,46-9,99 мг-екв.
В окремих випадках можуть використовуватись води юрських відкладів. Глибина залягання обводненої товщі 15-108,5 м. Потужність водоносного горизонту 3-32 м. Води напірні. Висота напору 3-70 м. Якість води хороша. Сухий залишок 572–600 мг/л, загальна жорсткість 6,6 мг-екв.
Води тортональських відкладів приурочені до кітотанієвих вапняків, пісків і пісковиків нижнього тортону. Горизонт дренований на всю потужність. Але води тортонських відкладів для централізованого водопостачання непридатні.
Досить поширені води девонських відкладів. Водовмісні породи — тріщинуваті пісковики і доломітизовані вапняки. Глибина залягання 10-76 м. Потужність водоносного горизонту 20—56 м. Горизонт безнапірний. Води гідрокарбонатокальцієві, сухий залишок 594 мг/л, загальна жорсткість 6,74 мг-екв.
В багатьох місцях підземні води виходять на поверхню у вигляді джерел, особливо сильно поширених в північній, найбільш підвищеній частині району. Окремі джерела відзначаються досить високими дебітами 10-15 л/сек., або 1000 м³ за добу. зустрічаються виходи підземних вод ще в більших формах, так звані «вікна», майже із стабільними дебітами протягом року.
Підземні води широко використовуються для водопостачання різного призначення. Треба, однак мати на увазі, що вода окремих джерел згідно з результатами хімічного аналізу для пиття непридатна через наявність у ній аміаку і повну відсутність сполук деяких хімічних елементів, зокрема заліза.
Є в межах району і мінеральні води, хоч вивчені вони ще недостатньо. Розвідувальними роботами об'єднання «Укргеоксіптажмінвод» в селі Літятин виявлені сірководневі води з вмістом сірководню 17 мг/л і мінералізацією 2,8 г/л. Переважаючими елементами їх солевого складу є сульфати кальцію.

### Ґрунти
Ґрунти району формувались з лесу і лесоподібних суглинків, що утворились наприкінці третинного і на початку четвертинного періодів і характеризуються високою родючістю. Інші ґрунтотворні породи — вапняки, крейда дотретинного і третинного періодів мають незначне поширення.
Основний типи ґрунтів на території району — опідзолені чорноземи, темно-сірі опідзолені та ясно-сірі лісові.
Сірі лісові ґрунти займають основну площу територію району. Окремими ділянками залягають опідзолені чорноземи та лучні ґрунти. Сірі опідзолені ґрунти мають декілька видозмін. Світло-сірі ґрунти покривають найбільш підвищені ділянки і вони переважно знаходяться під лісовими масивами. На вододільних плато розташовані сірі ґрунти, вони зустрічаються і по верхніх річкових терасах, більшість їх вже звільнені з-під лісової рослинності і перетворені в орні землі. Темно-сірі ґрунти займають більше понижені ділянки плато. Вони давно зазнали сільськогосподарського обробітку. Світло-сірі, сірі і темно-сірі опідзолені ґрунти, залежно від часу перебування їх під лісовою рослинністю, мають різні фізико-хімічні властивості, а в зв'язку з цим і різну природну родючість.

### Флора і фауна
Територія Бережанського району розміщена в лісостеповому природно-територіальному комплексі. Значне поширення на території району мають дубові букові ліси з домішкою граба, осики та інших порід.
Чагарниковий підлісок представлений ліщиною, кленом, шипшиною, а трав'яний покрив — осокою, барвінком, звіробоєм та ін.
Широке розповсюдження мають тварини і птахи, характерні для західно-європейських широколистих лісів такі, як: сарна, лісова куниця, вивірка, сови, дикі голуби, горлиці та ін.
Представниками фауни степів є: хом'як звичайний, полівка звичайна. В лісах зустрічаються сарна європейська, кабан дикий, лось, олень благородний, лисиця, рідко зустрічається кіт лісовий. В річкових долинах водяться чаплі, болотна сова, лебеді, дикі качки.
Рибна фауна представлена коропом, карасем, лином, річковим амуром.

## Історія

### Археологічні знахідки
Територія Бережанського району була заселена ще в добу пізнього палоліту (38 тис.р. до н. е.). Крем'яні знаряддя праці (рубища), виготовлені шляхом спилювання з відшліфованими робочими краями, що трапляються на Бережанщині, дають підставу припускати наявність тут людини ще в епоху неоліту (VI тисячоліття до н. е.). Зустрічаються археологічні знахідки з часів так званої «липицької культури» (І—ІІІ ст. н. е.).

### Середньовіччя
Перші документальні відомості про окремі населені пункти району датуються XIV–XVI ст.
Наприкінці 10 ст. увійшла до Київської русі, потім — до Галицько-Волинської держави 14-18 ст. Бережанщина перебувала під владою Польщі.
З початку 17 століття на Бережанщині почастішали татарські напади. Від 1605 р. до 1633 р. половина міст, містечок та осель на Червоній Русі — були понищені, що спричинилось до повного занепаду господарства. В серпні 1605 р. татари спустошили околиці Тернополя та Поморян, а через два роки знищили знову Поморяни та села Каплинці, Золочівку і Глинну. 1615 р. появились татарські загони в околицях Підгаєць і Бережан, а в травні 1618 р. вони знову побували на Бережанщині і Рогатинщині.
В часах татарських набігів населення ховалося в замках, фортецях, втікало в недоступні ліси, очерети чи навіть в багнища, в печери, або оборонялось самостійно. Муровані фортеці-твердині були серед інших у містах Галичі, Підгайцях, Рогатині, Тернополі, Чорткові, Ходорові і в Бережанах. У Бережанській окрузі оборонні місця були в Дунаєві, Глинянах, Козові, Куропатниках, Поморянах; Саранчуки мали невеликий замок, у Котові також, а в Нараєві-місті був високий паркан, що згорів, разом з містом у 1638 р.

### Австрійський період
В період з 1772–1918 район перебував під контролем Австрії.
З кінця 19 ст. до 1939 на Бережанщині діяли товариства «Просвіта», «Сільський господар», «Учительська громада», «Січ», «Сокіл», «Пласт», «Українська бесіда», «Рідна школа».

### Перша світова війна. Українська революція
В Першу світову війну на території краю тривали жорстокі бої між австрійською і російською арміями, чимало сіл було зруйновано.
Від листопада 1918 до липня 1919 належала до ЗУНР.

### Міжвоєнний період
Від 1919 по1939 рр. — знову перейшов під контроль до Польщі.
В 30-х роках на території району діяли підпільні групи ОУН.

### Друга світова війна
Від вересня 1939- до УРСР.
В 1940-х і на початку 1950-х на Бережанщині активно діяли групи УПА. В серпні 1943 поблизу Бережан відбувся Великий (3-й Надзвичайний) Збір ОУН. 22 липня 1944 року Бережанщина була відвойована радянськими військами.

### Повоєнний період
Наприкінці 40-х р. на початку 50-х років всі зусилля райкому партії і райвиконкому були спрямовані на заснування в селах колгоспів. У колективних господарствах були мізерні заробітки. За тяжку працю жінка за рік одержувала лише до 250 кг зерна. Справжнім лихом для селян була «державна позика».
Після 1953 р. в м. Бережанах почався період активної розбудови нових промислових підприємств. У 1954 році організовано автопарк. В 1958 році відбудовано приміщення залізничної станції.
До кінця 50-х років у Бережанському районі завершено радіофікацію та електрифікацію сіл.
Істотні зміни відбулися в галузі освіти, медицини, культури.
Але не зважаючи на суттєві позитивні зміни у післявоєнний період на території Бережанщини мали місце негативні моменти, пов'язані з характером радянської системи. Тридцяті роки, що минули з 1960 по 1990 рік були часом відносної стабільності, періодом росту економіки, інтенсивного будівництва в м. Бережанах і селах району, «товарних дефіцитів», епохою Горбачовської «перебудови» і бурхливого розвитку демократії, що закінчилася стрімким злетом національного, політичного і культурного відродження, здобуттям незалежності України в 1991 році. 1 грудня 1991 р. Бережанщина на 99,1% від кількості усіх, що брали участь у голосуванні, на референдумі сказала «ТАК» незалежності України.

### Сучасний період
25 травня 2014 року відбулися Президентські вибори України. У межах Бережанського району були створені 54 виборчі дільниці. Явка на виборах складала — 76,68% (проголосували 24 494 із 31 945 виборців). Найбільшу кількість голосів отримав Петро Порошенко — 69,58% (17 042 виборців); Юлія Тимошенко — 12,58% (3 081 виборців), Олег Ляшко — 7,54% (1 847 виборців), Анатолій Гриценко — 5,12% (1 255 виборців). Решта кандидатів набрали меншу кількість голосів. Кількість недійсних або зіпсованих бюлетенів — 0,53%.

## Адміністративний устрій
У районі:
- 1 місто районного підпорядкування (Бережани)
- 56 сіл.

| Населений пункт | Тип   | Рада                    | Рік заснування або першої згадки | Площа, км² | Населення |
| --------------- | ----- | ----------------------- | -------------------------------- | ---------- | --------- |
| Бережани        | місто | Бережанська міська рада | 1375                             | 12         | 18872     |
| Базниківка      | село  | Саранчуківська          | 1731                             | 3,83       | 116       |
| Баранівка       | село  | Куропатницька           |                                  | 5,8        | 250       |
| Біще            | село  | Біщівська               | 1339                             | 2,046      | 547       |
| Божиків         | село  | Божиківська             | 1443                             | 2,6        | 670       |
| Вербів          | село  | Вербівська              | 1448                             | 1,52       | 856       |
| Вільховець      | село  | Вільховецька            | 1374                             | 1,354      | 740       |
| Волиця          | село  | Рогачинська             | 1657                             | 1,458      | 533       |
| Волощина        | село  | Божиківська             | 1785                             | 2,99       | 410       |
| Гайок           | село  | Лапшинська              |                                  | 2,5        | 167       |
| Гиновичі        | село  | Жуківська               | 1475                             | 9,8        | 488       |
| Гутисько        | село  | Підвисоцька             |                                  | 1,177      | 122       |
| Двірці          | село  | Рекшинська              | 1454                             | 2,2        | 194       |
| Демня           | село  | Підвисоцька             |                                  | 8,36       | 133       |
| Діброва         | село  | Слов'ятинська           | 1458                             | 8          | 74        |
| Дуляби          | село  | Нараївська              |                                  | 1,73       | 77        |
| Жовнівка        | село  | Жовнівська              | 1453                             | 1,368      | 469       |
| Жуків           | село  | Жуківська               | 1420                             | 1,656      | 928       |
| Залужжя         | село  | Біщівська               |                                  | 9,17       | 122       |
| Квіткове        | село  | Божиківська             | 1455                             | 2,26       | 243       |
| Комарівка       | село  | Шибалинська             | 1755                             | 3,5        | 220       |
| Котів           | село  | Котівська               | 1658                             | 1,094      | 531       |
| Краснопуща      | село  | Урманська               | 1589                             | 3,59       | 191       |
| Куропатники     | село  | Куропатницька           | 1437                             | 1,99       | 978       |
| Куряни          | село  | Курянівська             | 1488                             | 2,72       | 830       |
| Кути            | село  | Мечищівська             | 1570                             | 9,9        | 155       |
| Лапшин          | село  | Лапшинська              | 1441                             | 1,98       | 1152      |
| Лісники         | село  | Бережанська міськрада   | 1320                             | 1,85       | 985       |
| Літятин         | село  | Літятинська             | 1473                             | 2,26       | 775       |
| Мечищів         | село  | Мечищівська             | 1438                             | 1,9        | 591       |
| Молохів         | село  | Котівська               |                                  | 3,84       | 32        |
| Надорожнів      | село  | Мечищівська             | 1540                             | 1,23       | 368       |
| Надрічне        | село  | Надрічнянська           | 1420                             | 1,3        | 786       |
| Нараїв          | село  | Нараївська              | 1443                             | 8,042      | 1880      |
| Нова Гребля     | село  | Рибниківська            | 1785                             | 0,12       | 19        |
| Павлів          | село  | Курянівська             | 1488                             | 0,78       | 160       |
| Писарівка       | село  | Рекшинська              | 1702                             | 0,19       | 86        |
| Підвисоке       | село  | Підвисоцька             | поч. 16 ст.                      | 1,15       | 284       |
| Підлісне        | село  | Жуківська               | 1773                             | 5,3        | 294       |
| Пліхів          | село  | Урманська               | від 17 ст.                       | 0,321      | 125       |
| Поручин         | село  | Біщівська               | від 14 ст.                       | 2.665      | 499       |
| Посухів         | село  | Посухівська             | 1438                             | 1.090      | 650       |
| Поточани        | село  | Рекшинська              | 1375                             | 0.610      | 395       |
| Потутори        | село  | Потуторська             | 1453                             | 1.036      | 581       |
| Рай             | село  | Бережанська міськрада   | 1540                             | 1.700      | 726       |
| Рекшин          | село  | Рекшинська              | 1421                             | 0.670      | 406       |
| Рибники         | село  | Рибниківська            | від 17 ст.                       | 1.597      | 323       |
| Рогачин         | село  | Рогачинська             | середина 15 ст.                  | 2.844      | 857       |
| Саранчуки       | село  | Саранчуківська          | 1399                             | 1.935      | 950       |
| Слов'ятин       | село  | Слов'ятинська           | 1508                             | 0.383      | 846       |
| Стриганці       | село  | Рекшинська              | 1578                             | 0.917      | 446       |
| Тростянець      | село  | Тростянецька            | 1441                             | 21,6       | 428       |
| Урмань          | село  | Урманська               | 1385                             | 0.685      | 622       |
| Червоне         | село  | Мечищівська             | 1555                             | 0.240      | 32        |
| Шайбівка        | село  | Нараївська              | 19 ст.                           | 0.931      | 190       |
| Шибалин         | село  | Шибалинська             | 1475                             | 1.940      | 1359      |
| Ясне            | село  | Куропатницька           |                                  | 0.280      | 24        |

## Освіта
У районі функціонують 14 дошкільних навчальних закладів (4 у місті Бережани, 10 — у сільській місцевості).
У дошкільних навчальних закладах виховується 769 дітей.
У районі функціонують 45 загальноосвітніх навчальних закладів (5 — у місті, 40 — в селі):
- Бережанська гімназія ім. Б.Лепкого
- Бережанська спеціалізована ЗОШ 1 ступеня;
- 11 загальноосвітніх шкіл 1-ІІІ ступенів;
- 13 загальноосвітніх шкіл 1-ІІ ступенів;
- 13 загальноосвітніх шкіл 1 ступеня;
- 2 навчально-виховних комплекси «ЗНЗ-ДНЗ» 1-ІІІ ступенів;
- 1 навчально-виховний комплекс «ЗНЗ-ДНЗ» 1-ІІ ступеня;
- 2 навчально-виховних комплекси «ЗНЗ-ДНЗ» 1 ступеня;
- 1 навчальний заклад «Школа-родина» 1 ступеня.

У районі функціонує 45 навчально-виховних заклади, в них навчається 5066 дітей.
У районі також діють Будинок творчості школярів (44 гуртки, в них 630 учнів), Станція юних техніків (51 гурток, в них 510 учнів), еколого-натуралістичний центр (29 гуртків, в них 415 учнів), дитячо-юнацька спортивна школа (16 гуртків, в них 216 учнів).
Окрім того, єдини вищий навчальний заклад Бережанського району — Бережанський агротехнічний інститут.

## Культура
У районі діють:
- 8 Будинків культури
- 35 клубів
- 43 бібліотеки
- 7 музеїв.

Традиції хорового мистецтва розвивають Бережанська народна хорова капела «Боян», народний аматорський хор «Просвіта», аматорський жіночий камерний хор музичної школи.
У районі 4 вересня 2011 р. на горі Лисоня розпочався VI фестиваль стрілецької та повстанської пісні «Дзвони Лисоні». Участь у фестивалі взяли творчі колективи з Тернопільської, Львівської, Рівненської, Івано-Франківської, Волинської областей.
Також на фестивалі було представлено виставку українських бойових нагород 1914–1952 років. Почесним гостем заходу цього року був син керівника ОУН Романа Шухевича Юрій.
З 2 вересня на горі Лисоні розпочалося таборування пластової молоді, які весь час підтримували «стрілецьку ватру». Вогонь з ватри учні шкіл розвезли по всіх населених пунктах району, а о 20.00 в рамках акції «Підтримай вогонь Лисоні» «стрілецькі ватри» запалали на всіх найвищих горах Бережанщини.

## Охорона здоров'я
Діють:
- райлікарня
- 2 поліклініки
- міжрайонна тубдиспансер
- дитячий пульмонологічний санаторій
- 3 амбулаторії
- дільнична лікарня
- 33 ФАП

## Промисловість
Нині в районі працюють 14 промислових підприємств, у тому числі:
- ВАТ «Бережанський склозавод»
- «Підвисоцький завод будматеріалів»
- Бережанський цегельний завод «Керамік»
- Рогачинський завод скловиробів ТОВ «Декор» та інші.

## Сільське господарство
Сільське господарство спеціалізовано на вирощувуння зернових і технічних (зокрема цукрових буряків) культур, виробництві продукції тваринництва.

## Транспорт
Районом проходить автошлях E50.

## Населення
Розподіл населення за віком та статтю (2001)
| Стать | Всього | До 15 років | 15-24 | 25-44 | 45-64 | 65-85 | Понад 85 |
| --- | ------ | ----------- | ----- | ----- | ----- | ----- | -------- |
| Чоловіки | 20 619 | 4255        | 3151  | 6014  | 4319  | 2744  | 136      |
| Жінки | 23 842 | 4137        | 2778  | 5825  | 5265  | 5331  | 506      |
| \| Статево-вікова піраміда \| Статево-вікова піраміда \| Статево-вікова піраміда \| \| ----------------------- \| ----------------------- \| ----------------------- \| \| Чоловіки \| Вік \| Жінки \| \| 136 \| 85 + \| 506 \| \| 186 \| 80-84 \| 596 \| \| 477 \| 75-79 \| 1284 \| \| 1019 \| 70-74 \| 1733 \| \| 1062 \| 65-69 \| 1718 \| \| 1039 \| 60-64 \| 1557 \| \| 864 \| 55-59 \| 1153 \| \| 1144 \| 50-54 \| 1230 \| \| 1272 \| 45-49 \| 1325 \| \| 1611 \| 40-44 \| 1580 \| \| 1535 \| 35-39 \| 1453 \| \| 1458 \| 30-34 \| 1360 \| \| 1410 \| 25-29 \| 1432 \| \| 1429 \| 20-24 \| 1389 \| \| 1722 \| 15-20 \| 1389 \| \| 1694 \| 10-14 \| 1653 \| \| 1421 \| 5-9 \| 1452 \| \| 1140 \| 0-4 \| 1032 \| |        |             |       |       |       |       |          |
| Статево-вікова піраміда |        |             |       |       |       |       |          |
| Чоловіки | Вік    | Жінки       |       |       |       |       |          |
| 136 | 85 +   | 506         |       |       |       |       |          |
| 186 | 80-84  | 596         |       |       |       |       |          |
| 477 | 75-79  | 1284        |       |       |       |       |          |
| 1019 | 70-74  | 1733        |       |       |       |       |          |
| 1062 | 65-69  | 1718        |       |       |       |       |          |
| 1039 | 60-64  | 1557        |       |       |       |       |          |
| 864 | 55-59  | 1153        |       |       |       |       |          |
| 1144 | 50-54  | 1230        |       |       |       |       |          |
| 1272 | 45-49  | 1325        |       |       |       |       |          |
| 1611 | 40-44  | 1580        |       |       |       |       |          |
| 1535 | 35-39  | 1453        |       |       |       |       |          |
| 1458 | 30-34  | 1360        |       |       |       |       |          |
| 1410 | 25-29  | 1432        |       |       |       |       |          |
| 1429 | 20-24  | 1389        |       |       |       |       |          |
| 1722 | 15-20  | 1389        |       |       |       |       |          |
| 1694 | 10-14  | 1653        |       |       |       |       |          |
| 1421 | 5-9    | 1452        |       |       |       |       |          |
| 1140 | 0-4    | 1032        |       |       |       |       |          |

Згідно з даними перепису населення 2001 року в районі проживало 44477 осіб, рідною мовою назвали:
- українську — 99,26%;
- російську — 0,64%;
- польську — 0,02%;
- білоруську — 0,02%;
- вірменську — 0,01%;
- молдовську − 0,01%.

За січень-грудень 2010 року у Бережанському районі народилося 422 немовлят, померло 691 осіб. Таким чином, природний приріст становить −269. Померло 4 дитини віком до 1 року. За цей період було зареєстровано 251 шлюбів і 78 розлучень.

## Спорт
Діють футбольні клуби «Сокіл» та «Нива», туристичний клуб «Ходак».

## Релігія
Парафії на території Бережанського району відносяться до таких адміністративно-територіальних одиниць різних церковних конфесій: Бережанського деканату Тернопільсько-Зборівської єпархії УГКЦ,
Зареєстровано 81 релігійну громаду:
- 44 — УГКЦ,
- 22 — ПЦУ,
- 11 — РКЦ,
- 3 — ЄХБ,
- 1 — Свідків Єгови.

## Пам'ятки та пам'ятники
Архітектурні пам'ятки, меморіали та пам'ятники видатним діячам у Бережанах, палац Потоцьких (1816) у с. Рай, монастир оо. Василіян (1760) с. Краснопуща.

### Архітектурні пам'ятки
Про архітектурні пам'ятки міста Бережани окремо в розділі Бережани#Пам'ятки архітектури
У Державний реєстр пам'яток України всього внесено 75 архітектурних пам'яток у Бережанах та Бережанському районі.
| Назва                                         | Датування           | Місцезнаходження        | Короткий опис | Номер | Зображення |
| --------------------------------------------- | ------------------- | ----------------------- | ------------- | ----- | ---------- |
| Церква Різдва Пречистої Богородиці            | 1905                | село Лісники            |               | 347   |            |
| Церква Святого Великомученика Димитрія        | 1907                | село Літятин            |               | 357   |            |
| Церква Святого Миколая                        | 1928                | село Мечищів            |               | 358   |            |
| Церква Святих Петра і Павла                   | початок 19 століття | село Надорожнів         |               | 359   |            |
| Церква Воздвиження Чесного Хреста             | 1891                | село Нараїв             |               | 360   |            |
| Церква у селі Підвисоке                       | початок 19 століття | село Підвисоке          |               | 355   |            |
| Церква Св. Михаїла                            | 1926                | село Посухів            |               | 362   |            |
| Церква Св. Миколая                            | 1908                | село Поточани           |               | 367   |            |
| Церква Св. Миколая                            | 1903                | село Потутори           |               | 361   |            |
| Парк                                          | 18-19 століття      | село Рай                |               |       |            |
| Церква Св. Покрови                            | 1885                | село Рай, вул. Раївська |               | 348   |            |
| Церква Введення в храм Пресвятої Діви Марії   | 1877                | село Рекшин             |               | 366   |            |
| Церква Введення в храм Пресвятої Діви Марії   | 1884                | село Рибники            |               | 368   |            |
| Церква Св. Великомученика Георгія Побідоносця | 1911                | село Рогачин            |               | 371   |            |
| Церква Св. Михаїла                            | 1888                | село Тростянець         |               | 373   |            |
| Церква Св. Петра і Павла                      | початок 20 століття | село Урмань             |               | 1882  |            |
| Школа                                         | початок 20 століття | село Урмань             |               | 1823  |            |
| Церква Воскресіння Господнього                | 1875                | село Шибалин            |               | 374   |            |
| Церква Різдва Пречистої Богородиці            | 1902                | село Баранівка          |               | 353   |            |
| Церква Св. Гліба і Бориса                     | 1928                | село Біще               |               | 349   |            |
| Церква Св. Миколая                            | 1870                | село Божиків            |               | 363   |            |
| Церква Успіння Пречистої Діви Марії           | 1928                | село Вербів             |               | 350   |            |
| Церква Різдва Іоанна                          | 1930                | село Вільховець         |               | 370   |            |
| Церква Св. Анни                               | 1870                | село Волиця             |               | 372   |            |
| Церква Св. Параскеви                          | 1824                | село Волощина           |               | 364   |            |
| Церква Св. Іоанна Богослова                   | 1873                | село Жуків              |               | 351   |            |
| Церква Св. Марії                              | 1873                | село Квіткове           |               | 365   |            |
| Церква Покрови Пречистої Богородиці           | 1927                | село Котів              |               | 369   |            |
| Церква Введення в храм Пречистої Діви Марії   | 1937                | село Куропатники        |               | 352   |            |
| Церква мощів Св. Параскеви                    | 1898                | село Куряни             |               | 354   |            |
| Церква Св. Миколая                            | 1881                | село Лапшин             |               | 356   |            |

### Дерев'яні церкви
| Назва церкви                               | населений пункт | рік побудови |
| ------------------------------------------ | --------------- | ------------ |
| Миколаївська церква                        | Бережани        | 1691         |
| святих мучеників Бориса та Гліба           | Біще            | 1927         |
| Церква Святої Параскеви П'ятниці           | Волощина        | 1826         |
| Івана Богослова                            | Жуків           | 1803         |
| святого Миколая                            | Надрічне        | 1777         |
| Святої Великомучениці Параскевії Сербської | Поручин         | 1385-1410    |
| Перенесення Мощей святого Миколая          | Слов'ятин       | 1714         |
|                                            | Урмань          |              |

### Природно-заповідний фонд

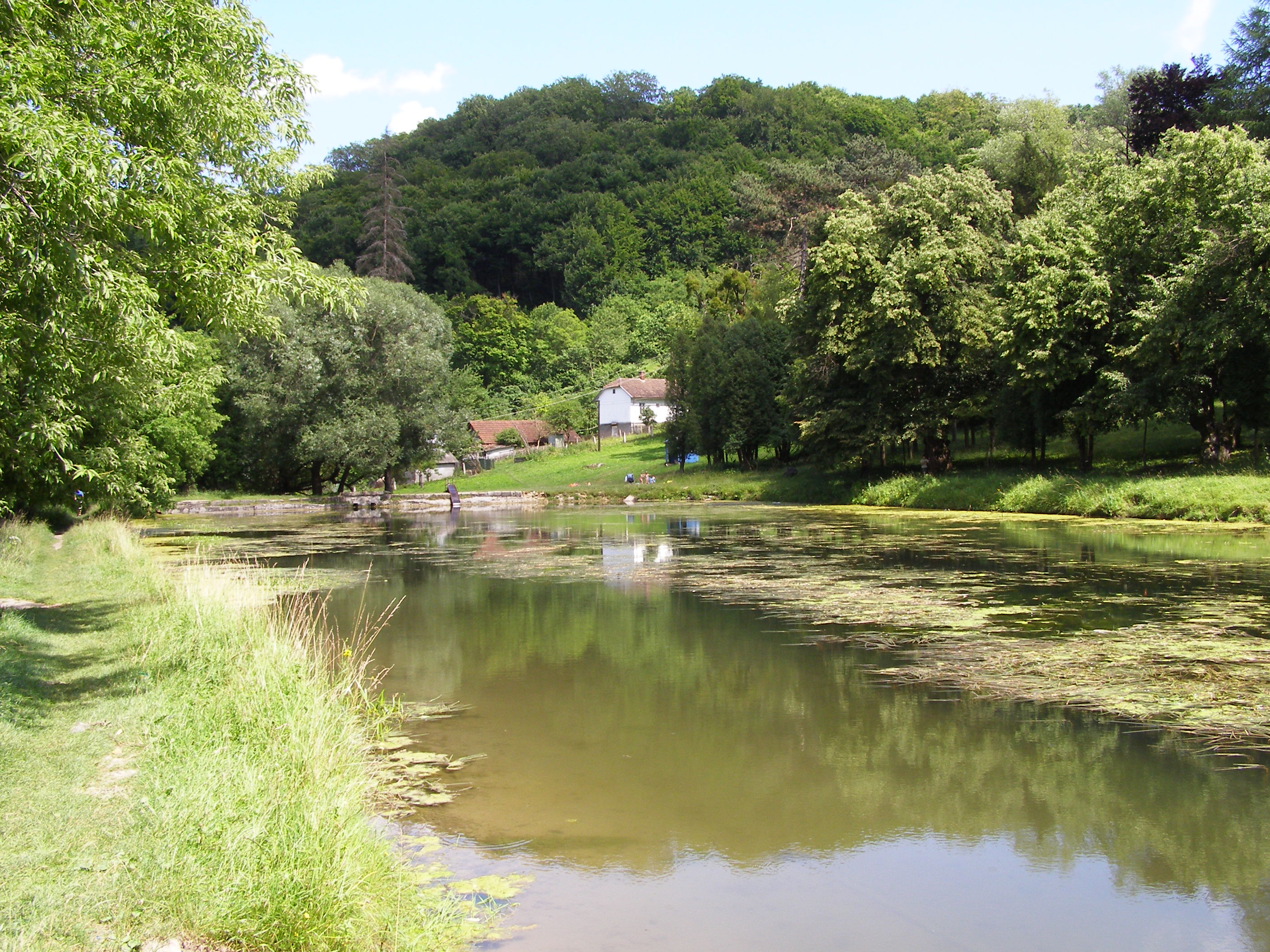
Бережанський дендропарк

Всього в Бережанському районі 47 територій та об'єктів природно-заповідного фонду загальною площею 3671,05 га.:
- заказники: Кизилові гаї, Гутянський ботанічний заказник, Тростянецькі ботанічні заказники  № 1 і № 2, Малоурманський ботанічний заказник, Шибалинський ботанічний заказник, Могила, Гора Лисоня, Урочище Сторожисько, Комарівський ботанічний заказник, Кашталівка, Звіринець, Поточани, Залісся (заказник);
- геологічні пам'ятки природи: Чортів Камінь, Курянівські феномени;
- гідрологічні пам'ятки природи: Витік річки Нараївка, Монастириські джерела, Заліські джерела, Джерело «Зелена криниця», Куропатницьке джерело, Тростянецькі джерела, Джерела в Лозах, Джерела в урочищі «Кривуля», Гутянські джерела, Каскад Сокілецьких джерел, Панські джерела;
- ботанічні пам'ятки природи: Бережанська бучина, Курянівська бучина, Нараївська бучина, Урманська бучина, Курянівський модринник, Урманський дуб, Рогачинський бук, Урманський бук, Дуб Богдана Хмельницького, Дуб «Велетень», Дуб «Богатир», Курянівська липа, Малоурманські черевички, Урочище Лисиця, Урочище Ступник, Ділянка цілини в урочищі Гутисько, Хвалкова дача;
- Бережанський дендропарк
- Раївський ландшафтний парк

## Відомі люди

### Народилися
- письменники Петро Гринчишин, Мирослав Кушнір, Антін Лотоцький, Лев Лотоцький, Володимир Масляк, Р. Мох, Л. Різник, Марія Чумарна.
- художники В. Павук, М. Кузів, О. Кульчицька, М. Мороз, А. Наконечний, О. Шупляк;
- скульптор Василь Бідула;
- архітектор А. Осадца;
- вчені Зенон Кузеля, О. Куца, Мирослав Лабунька, М. Осадца, С. Федчишин, Мар'ян Якубєць;
- диригенти Ю. Васенко, З. Головацький, Я. Бабуняк, В. Климків;
- А. Чернецький;
- мистецтвознавець О. Бенч;
- композитори Л. Лепкий, В. Подуфалий, Федорів Мирон Олексійович та ін.
- Ісаак Стрейсанд, дідо американської співачки Барбари Стрейсанд

### Проживали
- О. Гижа,
- М. Кічура,
- М. Кушнір,
- Богдан Лепкий,
- Оксана Сенатович,
- Тимотей Старух,
- Яків Струхманчук,
- Андрій Чайковський
- Франц Бем (тут воював).
- Едвард Ридзь Смігли, польський маршал, тут народився.
- Василь Іванчук
- Богдан Лепкий
- Андрій Чайковський
- Шолом Мордехай Швадрон, єврейський гаон
- Маркіян Шашкевич (1811–1843), тут вчився.